# São Justino (título cardinalício)
São Justino (em latim, S. Iustini) é um título cardinalício instituído em 21 de outubro de 2003 pelo Papa João Paulo II.

## Titular protetor
- Jean-Baptiste Phạm Minh Mẫn (2003-)